# Tractat d'Aranjuez (1752)
El Tractat d'Aranjuez de 1752, també conegut com a Tractat d'Itàlia, fou un tractat internacional signat a la ciutat d'Aranjuez el 14 de juny de 1752. El Tractat fou signat pel Regne d'Espanya, el Sacre Imperi Romanogermànic i el Regne de Sardenya-Piemont per a mantenir la pau i vetllar pels seus respectius interessos en els territoris que ambdues potències tenien a la península Itàlica. Posteriorment s'adheriren al tractat el Ducat de Parma i el Gran Ducat de Toscana.

## Signataris
Els termes de l'acord estaven basats en el Tractat d'Aquisgrà de 1748, i foren signats per:
- José de Carvajal y Lancaster, en representació de Ferran VI d'Espanya,
- el comte de Migazzi, en nom de l'emperadriu Maria Teresa I d'Àustria,
- Felip Valentí Asinari, en nom de Carles Manuel III de Sardenya.

Posteriorment, el 16 d'agost del mateix any, es van adherir al tractat l'emperador del Sacre Imperi Romanogermànic, Francesc I, per la seva condició de Gran duc de Toscana, i l'infant Felip de Parma, duc de Parma.

## El tractat
Les principals clàusules incloïen:
- Acord de pau entre les tres potències;
- Cadascuna de les parts signants renunciava als seus drets sobre les possessions de les altres parts a la península italiana, als territoris del Gran Ducat de Toscana i del Regne de les Dues Sicílies;
- En cas d'atac per una altra potència als territoris esmentats, cadascuna de les parts es comprometia a aportar un exèrcit de 8.000 soldats d'infanteria i 4.000 de cavalleria, mantinguts a costa pròpia, per a la defensa del país atacat.
- Els ciutadans de cadascun dels països signants gaudirien en les seves relacions comercials amb algun dels altres dels majors privilegis.